# Tulle
Tulle er en mindre fransk provinsby. Den er hovedsæde i departementet Corrèze.

## Historiske steder
- Den gotiske domkirke, Notre-Dame, bygget i 1100-tallet
- Museet i klostret med udstillinger om livet og historier om indbyggerne
- Saint-Jacques Kapel (1600-tallet)
- Hospitalskapel (1700-tallet)
- Bernardine-kloster (1500-tallet)
- Saint-Pierre-kirke (1600-tallet)
- Lycée Edmond Perrier (1567)
- Hus Loyac (1500-tallet)
- Hus Seilhac (1600-tallet)
- Præfekturet (1800-tallet)
- Teatret på syv høje (1900-tallet)
- Alverge-tårnet (1500-tallet)
- Administrativ by (1985) med en højde på 86 m
- Champ des Martyrs, monument til minde om massakren i Tulle i 1944

## Undervisning
- Lærerseminarium
- Højere Institut for Ledelse i træindustrien
- Universitetsinstitut af teknologi : hygiejne, sikkerhed, miljø ; vedligeholdelse af industrielle anlæg
- Lycée Edmond Perrier (1100 studerende). Litterær, videnskabelig eller økonomisk og social uddannelse. Også med forberedende klasser for Grandes Écoles
- Instituttet for sygeplejeuddannelse
- Politiuddannelse
- Træningscenter for lærlinge

## Museer og Festivaler
Byen er hjemsted for tre museer :
- Museum for Modstand og Deportation
- Museum for våben
- Museum for harmonika

Byen er vært for fire festivaler :
- Festival des Nuits de Nacre, en harmonikafestival i september
- Festival O'les choeurs, en festival for musik, film og udstilling i november
- Du bleu en hiver, en festival for blues, jazz og rock i januar
- Concours International de Photo, en fotokonkurrence

## Medier
Byen er hjemsted for
- Aviser : La Montagne, L'Echo, Le Populaire
- Radioer : France Bleu Limousin, RCF Corrèze, Bram' FM
- TV : France 3 Limousin

## Kendte mennesker
- Laurent Koscielny, fodboldspiller, født i 1985
- Eric Rohmer, filminstruktør (1920-2010)
- François Hollande, borgmester fra 2001 til 2008 og Frankrigs præsident fra 2012.

## Venskabsbyer
Bury, Forenede Kongerige
 Schorndorf, Tyskland
 Lousada, Portugal
 Renteria, Spanien
 Smolensk, Rusland
 Dueville, Italien